# Turanlı, Elbeyli
Turanlı là một xã thuộc huyện Elbeyli, tỉnh Kilis, Thổ Nhĩ Kỳ. Dân số thời điểm năm 2010 là 145 người.